# Katsurao
Katsurao (Japans: 葛尾村, Katsurao-mura) is een Japans dorp, gelegen in het district Futaba (prefectuur Fukushima). De gemeente heeft een oppervlakte van 84 km² en had in 2010 een bevolking van 1.531. Door de kernramp van Fukushima op 11 maart 2011 moest een deel van de gemeente ontruimd worden omdat dit binnen de evacuatiezone van 20 km rond de centrale lag. Bovendien sloeg bij een zware regenbui op 15 maart de radioactieve gifwolk neer op de dorpen ten noordwesten van de kerncentrale, waaronder Katsurao. Sindsdien mag het grootste deel van het grondgebied terug bewoond worden en in 2020 telde de gemeente 1.387 inwoners.

## Geografie
Het oosten van de gemeente ligt in het Abukumagebergte en daar ontspringt de rivier Takase. De gemeente wordt doorkruist door de nationale weg 399.
Katsurao grenst aan volgende gemeenten:

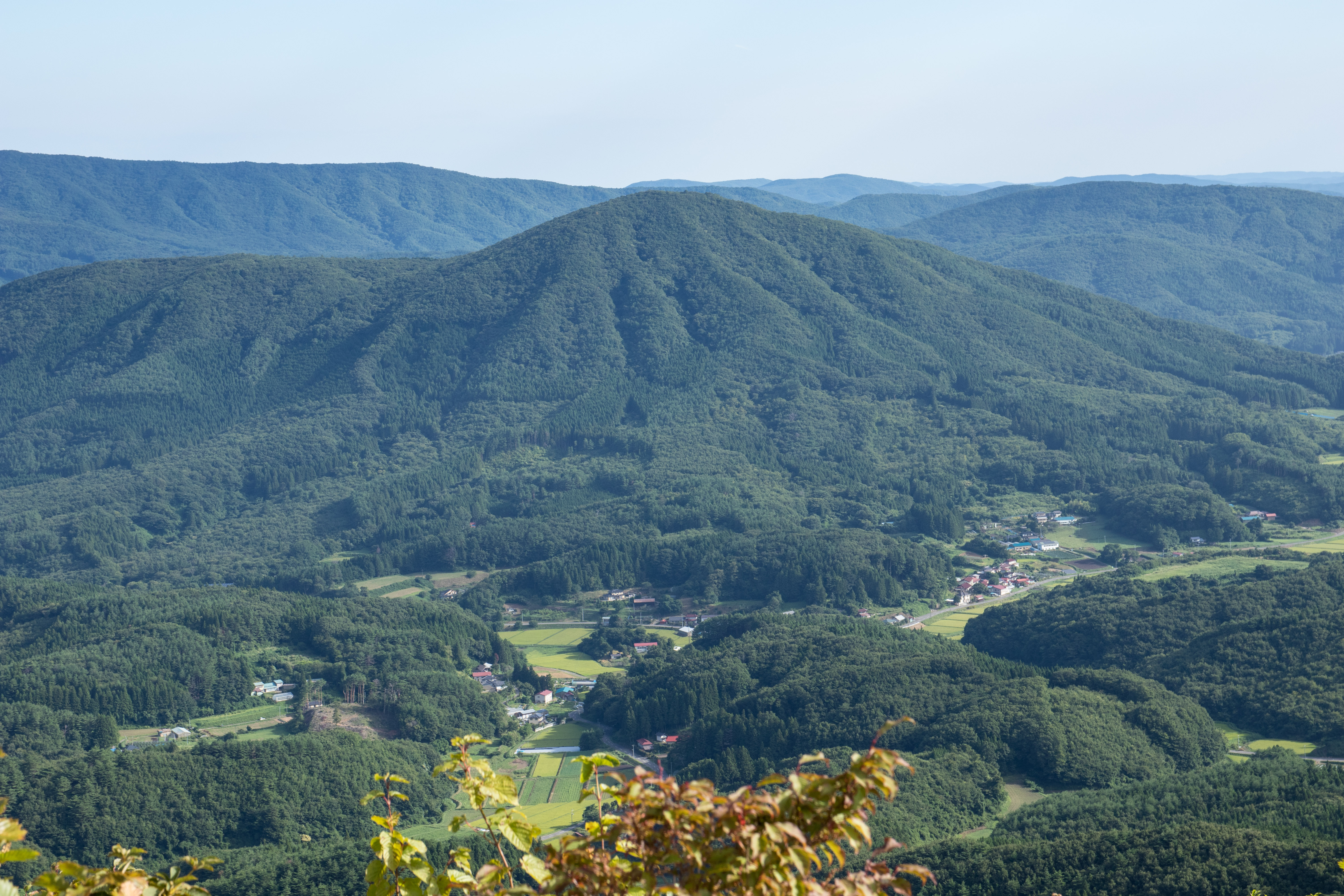
De berg Tatsugo, die deels op het grondgebied van de gemeente ligt

- Tamura
- Nihonmatsu
- Namie